# Maria-Magdalena-Kirche (Krakauer Altstadt)
Die Maria-Magdalena-Kirche (polnisch Kościół św. Marii Magdaleny) in Krakau war eine katholische Kirche auf dem Maria-Magdalena-Platz im zentralen Teil von Okół, dem ältesten Teil der Krakauer Altstadt.

## Geschichte
Sie wurde nach 1200 wohl von einem Ritter gestiftet und im romanischen Stil errichtet. Später wurde sie im Stil der Gotik ausgebaut. Bischof Peter II. von Wysz übergab sie Anfang des 15. Jahrhunderts der Krakauer Akademie. Ihr Innenraum wurde im 17. Jahrhundert barockisiert. Sie wurde 1455 und 1719 durch Brände beschädigt und verfiel im 18. Jahrhundert. 1811 wurde sie abgetragen. Der Name des Platzes, auf dem sie stand, geht auf die Kirche zurück. Heute sind noch die Umrisse im Boden zu sehen.

## Nachweise
- Waldemar Komorowski, Kamila Follprecht: Rozwój urbanistyczno-architektonicznych Krakowa intra muros w czasach nowożytnych. W: Kraków. Nowe studia nad rozwojem miasta. red. Jerzy Wyrozumski. Kraków: Towarzystwo Miłośników Historii i Zabytków Krakowa, 2007, S. 189–295, seria: Biblioteka Krakowska. 150. ISBN 978-83-89131-52-2.